# Gymnastik vid olympiska sommarspelen 1912
Gymnastiken vid de olympiska sommarspelen 1912 i Stockholm bestod av 4 grenar i artistisk gymnastik på Olympiastadion den 6-15 juli.

## Medaljörer
| Gren                         | Guld | Silver | Brons |
| Mångkamp, ind. detaljer      | Alberto Braglia Italien | Louis Ségura Frankrike | Adolfo Tunesi Italien |
| Mångkamp, lag detaljer       | Italien Pietro Bianchi Guido Boni Alberto Braglia Giuseppe Domenichelli Carlo Fregosi Alfredo Gollini Francesco Loi Luigi Maiocco Giovanni Mangiante Lorenzo Mangiante Serafino Mazzarochi Guido Romano Paolo Salvi Luciano Savorini Adolfo Tunesi Giorgio Zampori Umberto Zanolini Angelo Zorzi                                                                                       | Ungern József Bittenbinder Imre Erdődy Samu Fóti Imre Gellért Győző Haberfeld Ottó Hellmich István Herczeg József Keresztessy Lajos Kmetykó János Krizmanich Elemér Pászti Árpád Pédery Jenõ Rittich Ferenc Szüts Ödön Téry Géza Tuli | Storbritannien Albert Betts William Cowhig Sidney Cross Harold Dickason Herbert Drury Bernard Franklin Leonard Hanson Samuel Hodgetts Charles Luck William MacKune Ronald McLean Alfred Messenger Henry Oberholzer Edward Pepper Edward Potts Reginald Potts George Ross Charles Simmons Arthur Southern William Titt Charles Vigurs Samuel Walker John Whitaker |
| Lag, fritt system detaljer   | Norge Isak Abrahamsen Hans Beyer Hartmann Bjørnsen Alfred Engelsen Bjarne Johnsen Sigurd Jørgensen Knud Leonard Knudsen Alf Lie Rolf Lie Tor Lund Petter Martinsen Per Mathiesen Jacob Opdahl Nils Opdahl Bjarne Pettersen Frithjof Sælen Øistein Schirmer Georg Selenius Sigvard Sivertsen Robert Sjursen Einar Strøm Gabriel Thorstensen Thomas Thorstensen Nils Voss                | Finland Kaarlo Ekholm Eino Forsström Eero Hyvärinen Mikko Hyvärinen Tauno Ilmoniemi Ilmari Keinänen Jalmari Kivenheimo Karl Lund Aarne Pelkonen Ilmari Pernaja Arvid Rydman Eino Saastamoinen Aarne Salovaara Heikki Sammallahti Hannes Sirola Klaus Suomela Lauri Tanner Väinö Tiiri Kaarlo Vähämäki Kaarlo Vasama | Danmark Axel Andersen Hjalmart Andersen Halvor Birch Wilhelm Grimmelmann Arvor Hansen Christian Hansen Marius Hansen Charles Jensen Hjalmar Peter Johansen Poul Jørgensen Carl Krebs Vigo Madsen Lukas Nielsen Rikard Nordstrøm Steen Olsen Oluf Olsson Carl Pedersen Oluf Pedersen Niels Petersen Christian Svendsen                                            |
| Lag, svenskt system detaljer | Sverige Per Bertilsson Carl-Ernfrid Carlberg Nils Granfelt Curt Hartzell Oswald Holmberg Anders Hylander Axel Janse Boo Kullberg Sven Landberg Per Nilsson Benkt Norelius Axel Norling Daniel Norling Sven Rosén Nils Silfverskiöld Carl Silfverstrand John Sörensson Yngve Stiernspetz Carl-Erik Svensson Karl-Johan Svensson Knut Torell Edward Wennerholm Claes Wersäll David Wiman | Danmark Peter Andersen Valdemar Bøggild Søren Peter Christensen Ingvald Eriksen George Falcke Torkild Garp Hans Trier Hansen Johannes Hansen Rasmus Hansen Jens Kristian Jensen Søren Alfred Jensen Karl Kirk Jens Kirkegaard Olaf Kjems Carl Larsen Jens Peter Laursen Marius Lefèrve Povl Mark Einar Olsen Hans Pedersen Hans Eiler Pedersen Olaf Pedersen Peder Larsen Pedersen Aksel Sørensen Martin Thau Søren Thorborg Kristen Vadgaard Johannes Vinther | Norge Arthur Amundsen Jørgen Andersen Trygve Bøyesen Georg Brustad Conrad Christensen Oscar Engelstad Marius Eriksen Axel Henry Hansen Petter Hol Eugen Ingebretsen Olaf Ingebretsen Olof Jacobsen Erling Jensen Thor Jensen Frithjof Olsen Oscar Olstad Edvin Paulsen Carl Alfred Pedersen Paul Pedersen Rolf Robach Sigurd Smebye Torleif Torkildsen           |

## Medaljtabell
| Pl. | Nation         | Guld | Silver | Brons | Totalt |
| --- | -------------- | ---- | ------ | ----- | ------ |
| 1   | Italien        | 2    | 0      | 1     | 3      |
| 2   | Norge          | 1    | 0      | 1     | 2      |
| 3   | Sverige        | 1    | 0      | 0     | 1      |
| 4   | Danmark        | 0    | 1      | 1     | 2      |
| 5   | Finland        | 0    | 1      | 0     | 1      |
| 5   | Frankrike      | 0    | 1      | 0     | 1      |
| 5   | Ungern         | 0    | 1      | 0     | 1      |
| 8   | Storbritannien | 0    | 0      | 1     | 1      |

## Deltagande nationer
Totalt deltog 249 gymnaster:
- Böhmen (1)
- Danmark
- Finland (24)
- Frankrike (6)
- Storbritannien (23)
- Tyskland (18)
- Ungern (17)
- Italien (18)
- Luxemburg (19)
- Norge (46)
- Ryssland (4)
- Sverige (24)